# Nút ăn trộm

Nút ăn trộm

Thắt nút ăn trộm từng bước

Nút ăn trộm (Thief knot) thì tương tự như nút dẹt (còn gọi là nút kép) trừ hai đầu dây ngắn (ở chỗ thắt) nằm hai phía khác nhau.

## Tên gọi
Truyền thuyết kể rằng các thủy thủ thường hay dùng nút ăn trộm để buộc chặt một cái túi mà bên trong có chứa đồ đạc của họ. Nếu như một thủy thủ khác tháo túi này ra lục lọi bên trong thì có khả năng rất lớn tên ăn trộm này sẽ buộc cái túi này lại bằng nút được sử dụng phổ biến hơn, đó là nút dẹt hay còn gọi là nút kép. Đây là bằng chứng có người đã lục lọi bên trong túi đồ và như thế đó là tên của nút dây này.

## Công dụng
Nút dây này không chắc chắn và dễ tuột ra nếu như bị kéo căng. Giống như tên gọi của nó, nút này chỉ nên được dùng để đánh lừa với nút dẹt. Không nên sử dụng nó trong những công việc mà độ an toàn được cân nhắc.